# هرمان فون اشتاین
هرمان فون اشتاین (آلمانی: Hermann von Stein؛ ۱۳ سپتامبر ۱۸۵۴ – ۲۶ مهٔ ۱۹۲۷) یک ژنرال توپخانه اهل امپراتوری آلمان بود.وی از ۲۹ اکتبر ۱۹۱۶ تا ۹ اکتبر ۱۹۱۸ و در دو سال آخر جنگ جهانی اول وزیر جنگ پروس بود.
وی همچنین برندهٔ جوایزی همچون پور لی میریت، صلیب آهنین درجه یک و صلیب آهنین درجه دو شد.